# Club Sportivo 2 de Mayo
El Club Sportivo 2 de Mayo es un club de fútbol paraguayo con sede en la ciudad de Pedro Juan Caballero, en la capital del departamento de Amambay. Desde 2024 compite en la Primera División, después de una ausencia de 14 años, habiendo estado en la máxima categoría entre los años 2006 y 2009.

## Historia

### Liga Deportiva del Amambay (1935 a 2003)
El Club Sportivo 2 de Mayo se fundó un día 6 de diciembre de 1935, finalizada la contienda chaqueña (Guerra con Bolivia) y a iniciativa de esos guerreros chaqueños que retornaban de la misma, decidieron formar esta entidad como un homenaje al glorioso Regimiento en el cual habían militado, en alusión al Regimiento de Infantería 2 de Mayo. Su primer presidente fue el señor Sadek Scandar).
El 22 de febrero de 1937, la Comisión Directiva solicitó a la Municipalidad un predio para el campo de deportes del club, el 20 de octubre de 1937 el pedido fue aceptado por el municipio, así se hizo realidad el sueño. El 2 de Mayo ya contaba con su propio predio para su campo deportivo.
Pero recién en 1974 el monumental estadio albiceleste empezó a construirse, en el año 1975 marcó el arranque para la construcción de las primeras graderías de cemento. El gigantesco y actual Estadio Río Parapití se inauguraba finalmente en el año 1977. Actualmente, cuenta con capacidad para albergar a 25 000 personas.

### Intermedia y ascenso a la División de Honor: (2003 a 2009)
En el 2003 se adjudica por segunda vez el derecho de jugar en la División Intermedia como campeón del torneo de clubes del interior Copa de Campeones de la UFI. En la temporada 2005 obtuvo el título de la División Intermedia y así también logró el ascenso a la Primera División, donde logró mantenerse por 4 años. El club 2 de Mayo es hasta el presente el único cuadro del Departamento de Amambay que llegó a la máxima categoría del fútbol paraguayo.
El 31 de enero de 2009, la institución vive uno de los momentos más duros de su historia cuando en un lamentable accidente de tránsito, durante el retorno a la ciudad de Pedro Juan Caballero tras disputar una serie de partidos amistosos de pretemporada, se vuelca el ómnibus en que viajaba el plantel de futbolistas produciéndose el deceso de dos personas: el jugador argentino Mariano Giménez y el gerente deportivo del club, Loreto Jara, resultando heridos además otros tres futbolistas.
En lo futbolístico el panorama tampoco se presentaba favorable para el cuadro del norte debido a su mala posición en la tabla de promedios en la que se encontraba último. Finalmente al cerrarse la temporada 2009 la situación no pudo ser revertida y el club volvió a la División Intermedia.

### Crisis dirigencial, y el descenso al Nacional B
Para la División Intermedia de 2010, el equipo siguió sumergido en una aguda crisis digerencial que afectó también a lo futbolístico. Todo el torneo el equipo luchó en la zona baja de la tabla, y aunque en los últimos partidos intentó salvarse del descenso, el club perdió en la última fecha ante el Cerro Porteño PF, y perdió la categoría.
La situación del club era más que crítica. Al descender de la División Intermedia, el club tendría que retornar a la Liga Deportiva del Amambay, por lo que difícilmente volvería a Primera División. Sin embargo, tiempo después se dio a conocer que no sería así, pues partir del 2011, la Asociación Paraguaya de Fútbol aprobó la creación de la Primera División Nacional B organizada por la Unión del Fútbol del Interior, e integrada por equipos y selecciones con infraestructura en el interior del país. El club se consagró campeón de esa primera edición del campeonato en el 2011, con lo que logró su retorno a la Segunda División.

### En las divisiones de ascenso
En la temporada 2012 volvió a disputar el campeonato de la División Intermedia, hasta que volvió a descender en la temporada 2013. En el 2014 la U.F.I., organizó un torneo extra denominado Torneo Promoción a la Intermedia 2014 que otorgó media plaza para la Segunda División del fútbol paraguayo. Este torneo se jugó con clubes y selecciones de ligas de la U.F.I., en este campeonato el club llegó a las semifinales donde cayó ante la Selección Guaireña en penales.    
En la temporada 2015 el club participó del campeonato Nacional B, en donde llegó hasta semifinales.
En la temporada 2016 participó del campeonato Nacional B, donde inició un buen campeonato con una gran victoria de 6 - 0, tras clasificar en primer lugar en su grupo en la primera fase, finalmente fue eliminado en semifinales por tercer año consecutivo. En esta misma temporada se consagró de nuevo campeón de su Liga Regional luego de 13 años.
En la temporada 2018, en su regreso a la División Intermedia el club cumplió una buena campaña, pasada las primeras fechas del campeonato siempre se mantuvo lejos de la zona de descenso y luchando en la parte alta de la tabla, incluso llegando hasta la penúltima fecha con posibilidades matemáticas de lograr el ascenso, finalmente ocupó el quinto puesto. En la Copa Paraguay el club cayó eliminado en la segunda fase ante el club Cerro Porteño de la Primera División, en primera fase había superado al club Atlético Colegiales de la Tercera División.

### Gana un torneo amistoso
En junio de 2015 el club ganó el Torneo de la Ciudad de Dourados en Brasil. Fue un cuadrangular al cual fue invitado y del cual también participaron dos clubes brasileros (Itaporã Fútbol Club (MS) y Jaboticabal Atlético (SP)) y el Sporting Club Gagnoa de Costa de Marfil.
En el primer partido derrotó al Gagnoa por 4 a 1, lo que le permitió clasificar a la final, en la cual derrotó al Itaporã Fútbol Club por 1 a 0.

### Regreso a la Primera División
El 2 de Mayo ascendió nuevamente a la Primera División. Fue subcampeón de la División Intermedia 2024, superado por Sol de América. 

## Resultados históricos por rival en Primera División
Tabla actualizada al 21 de abril de 2009
| Clubes           | Pts | PJ | PG | PE | PP | GF | GC | Dif |
| ---------------- | --- | -- | -- | -- | -- | -- | -- | --- |
| 3 de Febrero     | 22  | 13 | 6  | 4  | 3  | 19 | 14 | +5  |
| 12 de Octubre    | 19  | 13 | 5  | 4  | 4  | 18 | 17 | +1  |
| Tacuary          | 14  | 14 | 3  | 5  | 6  | 16 | 19 | -3  |
| Olimpia          | 14  | 13 | 4  | 2  | 7  | 15 | 19 | -4  |
| Nacional         | 12  | 13 | 3  | 3  | 7  | 15 | 24 | -9  |
| Sportivo Luqueño | 10  | 13 | 1  | 7  | 5  | 14 | 22 | -8  |
| Cerro Porteño    | 9   | 13 | 2  | 3  | 8  | 11 | 22 | -11 |
| Sol de América   | 8   | 9  | 2  | 2  | 5  | 11 | 18 | -7  |
| Rubio Ñu         | 0   | 1  | 0  | 0  | 1  | 1  | 2  | -1  |

 Pts=Puntos; PJ=Partidos jugados; G=Partidos ganados; E=Partidos empatados; P=Partidos perdidos; GF=Goles a favor; GC=Goles en contra; Dif=Diferencia de gol
- Observación: para esta tabla se consideran tres puntos por victoria y uno por empate

## Rivalidad
El 2 de Mayo tiene una rivalidad con el  Club Atlético 3 de Febrero de Ciudad del Este, con el que disputa uno de los Clásicos calendarios, siendo que ambos clubes tienen denominación de una fecha de calendario.

## Simbolos

### Mascota

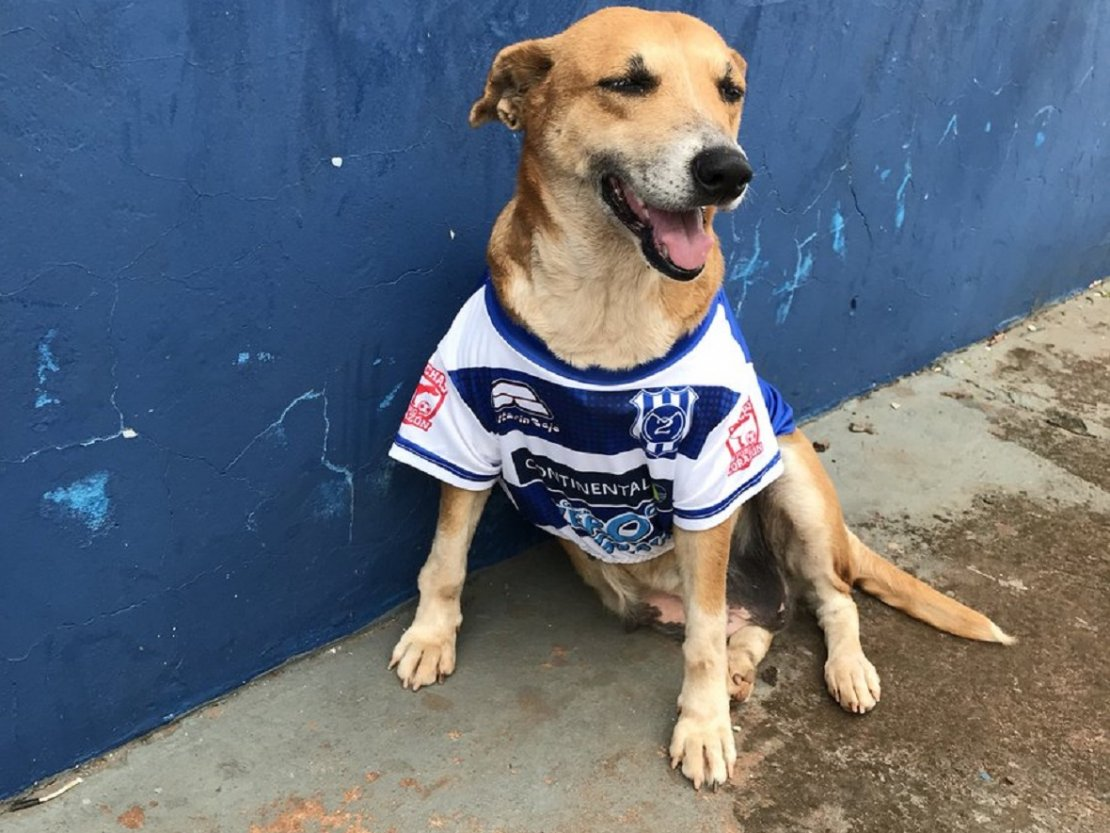
Mascota del club Sportivo 2 de Mayo PJC

En el 2018 la mascota del club, la perrita de nombre Tesapará (ojos multicolor u ojos claros en idioma guaraní) se volvió muy famosa. Varias fotos suyas inundaron las redes sociales, ya sea en el campo de juego, en el estadio o durante los entrenamientos. Además, por su cariño y lealtad mostrada por el entrenador Carlos Jara Saguier, hasta acompañándolo en el banco en varios partidos, fue nombrada asistente técnico honoraria.

## Estadio
El estadio Río Parapití, es un estadio de fútbol del Paraguay. Conocido como el "Monumental Albiceleste", está ubicado en la ciudad de Pedro Juan Caballero, y su capacidad es para 25 000 espectadores. Es el estadio oficial del Club 2 de Mayo.
Este recinto deportivo fue una de las sedes de la Copa América 1999, disputándose allí partidos entre Paraguay, Bolivia, Japón y Perú. También albergó 10 partidos de la ronda inicial del Sudamericano Sub-20 de 2007.

## Datos del club
Actualizado al 11 de marzo de 2018
- Temporadas en 1ª: 6
- Temporadas en 2ª: 9
- Temporadas en 3°: 6
- Mejor puesto en 1ª: 4° (2006)
- Peor puesto en 1ª: Último.
- Campeonatos: 0
- Campeonatos de Segunda División: 1.
- Presidente: Mauro Mereles.
- Dirección: Pedro Juan Caballero, Amambay.

## Participaciones internacionales
| Torneo                | Ediciones |
| --------------------- | --------- |
| Copa Sudamericana (1) | 2025      |

## Jugadores

### Jugadores emblemáticos
- Mitsuhide Tsuchida
- Josías Paulo Cardoso Júnior (2008, 2009)[20]
- Adalberto Goiri (2009–2012)[21]
- Nicolás Núñez (2011)[22]

## Palmarés

### Torneos nacionales
| Torneos nacionales oficiales | Torneos nacionales oficiales | Torneos nacionales oficiales |
| Competición                  | Títulos                      | Subcampeonatos               |
| ---------------------------- | ---------------------------- | ---------------------------- |
| Segunda División             | 2005                         | 2023                         |
| Tercera División             | 2003, 2011, 2017             |                              |

### Torneos regionales
| Torneos regionales         | Torneos regionales                                                            | Torneos regionales |
| Competición                | Títulos                                                                       | Subcampeonatos     |
| -------------------------- | ----------------------------------------------------------------------------- | ------------------ |
| Liga Deportiva del Amambay | 1958, 1960, 1965, 1980, 1986, 1988, 1995, 1997, 1998, 2002, 2003, 2016, 2017. |                    |

### Torneos internacionales
| Torneos internacionales Amistosos | Torneos internacionales Amistosos | Torneos internacionales Amistosos |
| Competición                       | Títulos                           |                                   |
| --------------------------------- | --------------------------------- | --------------------------------- |
| Torneo Internacional Dourados     | 2015                              |                                   |